# Movistar Open 2008 - Qualificazioni singolare
Le qualificazioni del singolare  del Movistar Open 2008 sono state un torneo di tennis preliminare per accedere alla fase finale della manifestazione. I vincitori dell'ultimo turno sono entrati di diritto nel tabellone principale. In caso di ritiro di uno o più giocatori aventi diritto a questi sono subentrati i lucky loser, ossia i giocatori che hanno perso nell'ultimo turno ma che avevano una classifica più alta rispetto agli altri partecipanti che avevano comunque perso nel turno finale.
Le qualificazioni del torneo Movistar Open  2008 prevedevano 32 partecipanti di cui 4 sono entrati nel tabellone principale.

## Teste di serie
1. Marcel Granollers (Qualificato)
2. Rubén Ramírez Hidalgo (ultimo turno)
3. Daniel Gimeno Traver (Qualificato)
4. Eduardo Schwank (Qualificato)

1. Thomaz Bellucci (ultimo turno)
2. Daniel Muñoz de la Nava (secondo turno)
3. Jamie Baker (secondo turno)
4. Gabriel Trujillo Soler (secondo turno)

## Qualificati
1. Marcel Granollers
2. David Marrero

1. Daniel Gimeno Traver
2. Eduardo Schwank

## Tabellone

### Legenda
| - Q = Qualificato - WC = Wild card - LL = Lucky loser | - ALT = Alternate - SE = Special Exempt - PR = Protected Ranking | - w/o = Walkover - r = Ritirato - d = Squalificato |

### Sezione 1
|  | Primo turno    | Primo turno             | Primo turno       | Primo turno | Primo turno |  |  | Secondo turno | Secondo turno           | Secondo turno           | Secondo turno | Secondo turno |   |   | Ultimo turno | Ultimo turno      | Ultimo turno      | Ultimo turno | Ultimo turno |  |
|  |                |                         |                   |             |             |  |  |               |                         |                         |               |               |   |   |              |                   |                   |              |              |  |
|  | 1              | Marcel Granollers       | Marcel Granollers | 6           | 6           |  |  |               |                         |                         |               |               |   |   |              |                   |                   |              |              |  |
|  |                | Jamie Murray            | Jamie Murray      | 4           | 2           |  |  | 1             | Marcel Granollers       | Marcel Granollers       | 68            | 2             |   |   |              |                   |                   |              |              |  |
|  | Julio Peralta  | Julio Peralta           | Julio Peralta     | 6           | 6           |  |  |               | Julio Peralta           | Julio Peralta           | 7             | 3r            |   |   |              |                   |                   |              |              |  |
|  | Víctor Morales | Víctor Morales          | Víctor Morales    | 3           | 2           |  |  |               |                         |                         |               |               |   |   | 1            | Marcel Granollers | Marcel Granollers | 6            | 6            |  |
|  | Iván Miranda   | Iván Miranda            | Iván Miranda      | 6           | 6           |  |  |               |                         |                         | Iván Miranda  | Iván Miranda  | 2 | 3 |              |                   |                   |              |              |  |
|  | André Sá       | André Sá                | André Sá          | 4           | 4           |  |  |               | Iván Miranda            | Iván Miranda            | 6             | 7             |   |   |              |                   |                   |              |              |  |
|  | 6              | Daniel Muñoz de la Nava | 6(0)              | 6           | 6           |  |  | 6             | Daniel Muñoz de la Nava | Daniel Muñoz de la Nava | 4             | 5             |   |   |              |                   |                   |              |              |  |
|  |                | Vasilīs Mazarakīs       | 7                 | 4           | 3           |  |  |               |                         |                         |               |               |   |   |              |                   |                   |              |              |  |

### Sezione 2
|  | Primo turno    | Primo turno            | Primo turno            | Primo turno | Primo turno |  |  | Secondo turno | Secondo turno          | Secondo turno         | Secondo turno | Secondo turno |   |   | Ultimo turno | Ultimo turno          | Ultimo turno | Ultimo turno | Ultimo turno |  |
|  |                |                        |                        |             |             |  |  |               |                        |                       |               |               |   |   |              |                       |              |              |              |  |
|  | 2              | Rubén Ramírez Hidalgo  | Rubén Ramírez Hidalgo  | 6           | 6           |  |  |               |                        |                       |               |               |   |   |              |                       |              |              |              |  |
|  |                | Hugo Armando           | Hugo Armando           | 2           | 2           |  |  | 2             | Rubén Ramírez Hidalgo  | Rubén Ramírez Hidalgo | 6             | 6             |   |   |              |                       |              |              |              |  |
|  | Francesco Aldi | Francesco Aldi         | Francesco Aldi         | 6           | 6           |  |  |               | Francesco Aldi         | Francesco Aldi        | 2             | 3             |   |   |              |                       |              |              |              |  |
|  | Gianluca Naso  | Gianluca Naso          | Gianluca Naso          | 3           | 1           |  |  |               |                        |                       |               |               |   |   | 2            | Rubén Ramírez Hidalgo | 6            | 3            | 5            |  |
|  | David Marrero  | David Marrero          | David Marrero          | 6           | 6           |  |  |               |                        |                       | David Marrero | 3             | 6 | 7 |              |                       |              |              |              |  |
|  | Martín Alund   | Martín Alund           | Martín Alund           | 3           | 4           |  |  |               | David Marrero          | 6                     | 1             | 6             |   |   |              |                       |              |              |              |  |
|  | 8              | Gabriel Trujillo Soler | Gabriel Trujillo Soler | 6           | 7           |  |  | 8             | Gabriel Trujillo Soler | 4                     | 6             | 4             |   |   |              |                       |              |              |              |  |
|  |                | Jorge Aguilar          | Jorge Aguilar          | 3           | 5           |  |  |               |                        |                       |               |               |   |   |              |                       |              |              |              |  |

### Sezione 3
|  | Primo turno               | Primo turno               | Primo turno               | Primo turno | Primo turno |  |  | Secondo turno | Secondo turno        | Secondo turno        | Secondo turno    | Secondo turno |   |   | Ultimo turno | Ultimo turno         | Ultimo turno | Ultimo turno | Ultimo turno |  |
|  |                           |                           |                           |             |             |  |  |               |                      |                      |                  |               |   |   |              |                      |              |              |              |  |
|  | 3                         | Daniel Gimeno Traver      | Daniel Gimeno Traver      | 6           | 6           |  |  |               |                      |                      |                  |               |   |   |              |                      |              |              |              |  |
|  |                           | Luis Ignacio Morales      | Luis Ignacio Morales      | 1           | 0           |  |  | 3             | Daniel Gimeno Traver | Daniel Gimeno Traver | 6                | 6             |   |   |              |                      |              |              |              |  |
|  | Simone Vagnozzi           | Simone Vagnozzi           | 4                         | 6           | 6           |  |  |               | Simone Vagnozzi      | Simone Vagnozzi      | 2                | 0             |   |   |              |                      |              |              |              |  |
|  | Diego Junqueira           | Diego Junqueira           | 6                         | 2           | 4           |  |  |               |                      |                      |                  |               |   |   | 3            | Daniel Gimeno Traver | 0            | 6            | 6            |  |
|  | Horacio Zeballos          | Horacio Zeballos          | Horacio Zeballos          | 6           | 6           |  |  |               |                      |                      | Horacio Zeballos | 6             | 3 | 1 |              |                      |              |              |              |  |
|  | Miquel Pérez Puigdomenech | Miquel Pérez Puigdomenech | Miquel Pérez Puigdomenech | 3           | 3           |  |  |               | Horacio Zeballos     | Horacio Zeballos     | 6                | 6             |   |   |              |                      |              |              |              |  |
|  | 7                         | Jamie Baker               | Jamie Baker               | 6           | 6           |  |  | 7             | Jamie Baker          | Jamie Baker          | 1                | 3             |   |   |              |                      |              |              |              |  |
|  |                           | Borja Malo Casado         | Borja Malo Casado         | 4           | 3           |  |  |               |                      |                      |                  |               |   |   |              |                      |              |              |              |  |

### Sezione 4
|  | Primo turno               | Primo turno                  | Primo turno                  | Primo turno | Primo turno |  |  | Secondo turno | Secondo turno             | Secondo turno             | Secondo turno   | Secondo turno   |   |    | Ultimo turno | Ultimo turno    | Ultimo turno    | Ultimo turno | Ultimo turno |  |
|  |                           |                              |                              |             |             |  |  |               |                           |                           |                 |                 |   |    |              |                 |                 |              |              |  |
|  | 4                         | Eduardo Schwank              | Eduardo Schwank              | 6           | 6           |  |  |               |                           |                           |                 |                 |   |    |              |                 |                 |              |              |  |
|  |                           | Pablo Figueroa               | Pablo Figueroa               | 2           | 1           |  |  | 4             | Eduardo Schwank           | Eduardo Schwank           | 6               | 6               |   |    |              |                 |                 |              |              |  |
|  | Guillermo Hormazábal      | Guillermo Hormazábal         | Guillermo Hormazábal         | 6           | 6           |  |  |               | Guillermo Hormazábal      | Guillermo Hormazábal      | 1               | 1               |   |    |              |                 |                 |              |              |  |
|  | Gustavo Marcaccio         | Gustavo Marcaccio            | Gustavo Marcaccio            | 3           | 3           |  |  |               |                           |                           |                 |                 |   |    | 4            | Eduardo Schwank | Eduardo Schwank | 6            | 7            |  |
|  | Guillermo Rivera Aranguiz | Guillermo Rivera Aranguiz    | Guillermo Rivera Aranguiz    | 6           | 7           |  |  |               |                           | 5                         | Thomaz Bellucci | Thomaz Bellucci | 3 | 62 |              |                 |                 |              |              |  |
|  | Ricardo Urzua Rivera      | Ricardo Urzua Rivera         | Ricardo Urzua Rivera         | 4           | 5           |  |  |               | Guillermo Rivera Aranguiz | Guillermo Rivera Aranguiz | 1               | 5               |   |    |              |                 |                 |              |              |  |
|  | 5                         | Thomaz Bellucci              | Thomaz Bellucci              | 6           | 6           |  |  | 5             | Thomaz Bellucci           | Thomaz Bellucci           | 6               | 7               |   |    |              |                 |                 |              |              |  |
|  |                           | José Antonio Sánchez De Luna | José Antonio Sánchez De Luna | 3           | 1           |  |  |               |                           |                           |                 |                 |   |    |              |                 |                 |              |              |  |